# Верле, Рауль
Рауль Верле (фр. Raoul Verlet; 7 сентября 1857[…], Ангулем — 1 декабря 1923[…], Канны) — французский скульптор.

## Биография
Родился в 1857 году в Ангулеме в семье изготовителя надгробий, смотрителя кладбища. С 1884 по 1886 год изучал скульптуру в Школе изящных искусств Бордо, после чего поступил в Высшую школу изящных искусств Парижа, где четыре года учился в мастерских у Жюля Кавелье и Луи Эрнеста Барриа.
В 1883 году получил Римскую премию второй степени в области скульптуры за работу «Смерть Диагора Родосского».

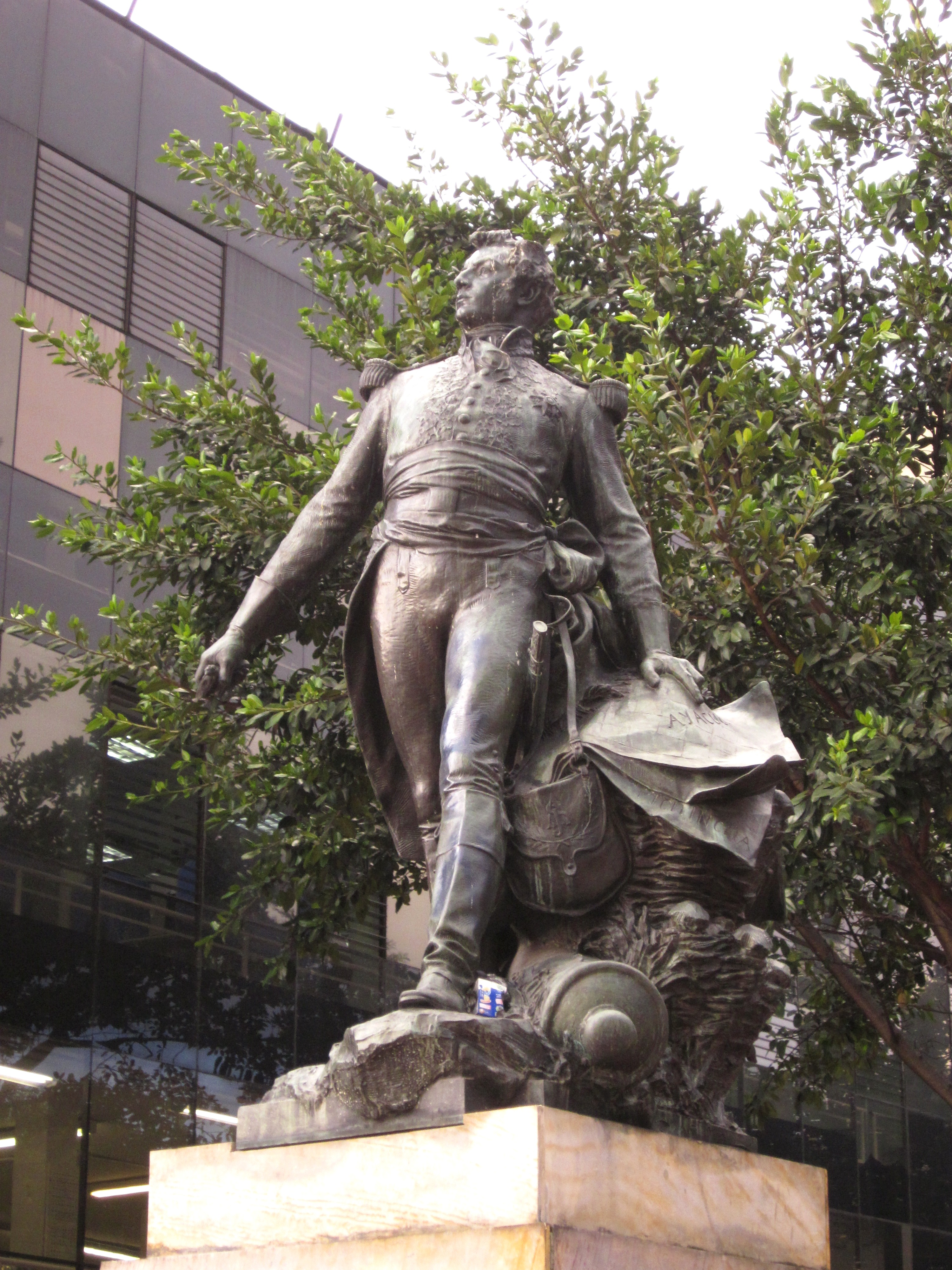
Памятник генералу Сукре, Богота, Колумбия

В 1885 году удостоился почётного упоминания на Салоне французских художников (за бюст доктора Буйо), в 1886 году — второго (за надгробие мадам Вейлер). В 1887 Верле был удостоен серебряной медали Салона (за «Скорбь Орфея»).
Создал мемориал в память о погибших во Франко-прусской войне для Шатору, памятник Карно для Ангулема и памятник Мопассану для парижского парка Монсо. Создал много других памятников, статуй, портретных бюстов. Несколько памятников Верле выполнил по заказам, поступившим из Латинской Америки, преимущественно из Колумбии.
Преподавал скульптуру в парижской Академии Жюлиана, в которой имел многочисленных учеников.
В 1889 стал кавалером, а в 1900 году — офицером ордена Почётного легиона.
В 1905 году, после длительного периода преподавания в Академии Жюлиана, стал профессором Высшей школы изящных искусств Парижа, а в 1910 году — действительным членом Академии изящных искусств Франции по секции скульптуры.
Скончался в Каннах в 1923 году.

## Галерея

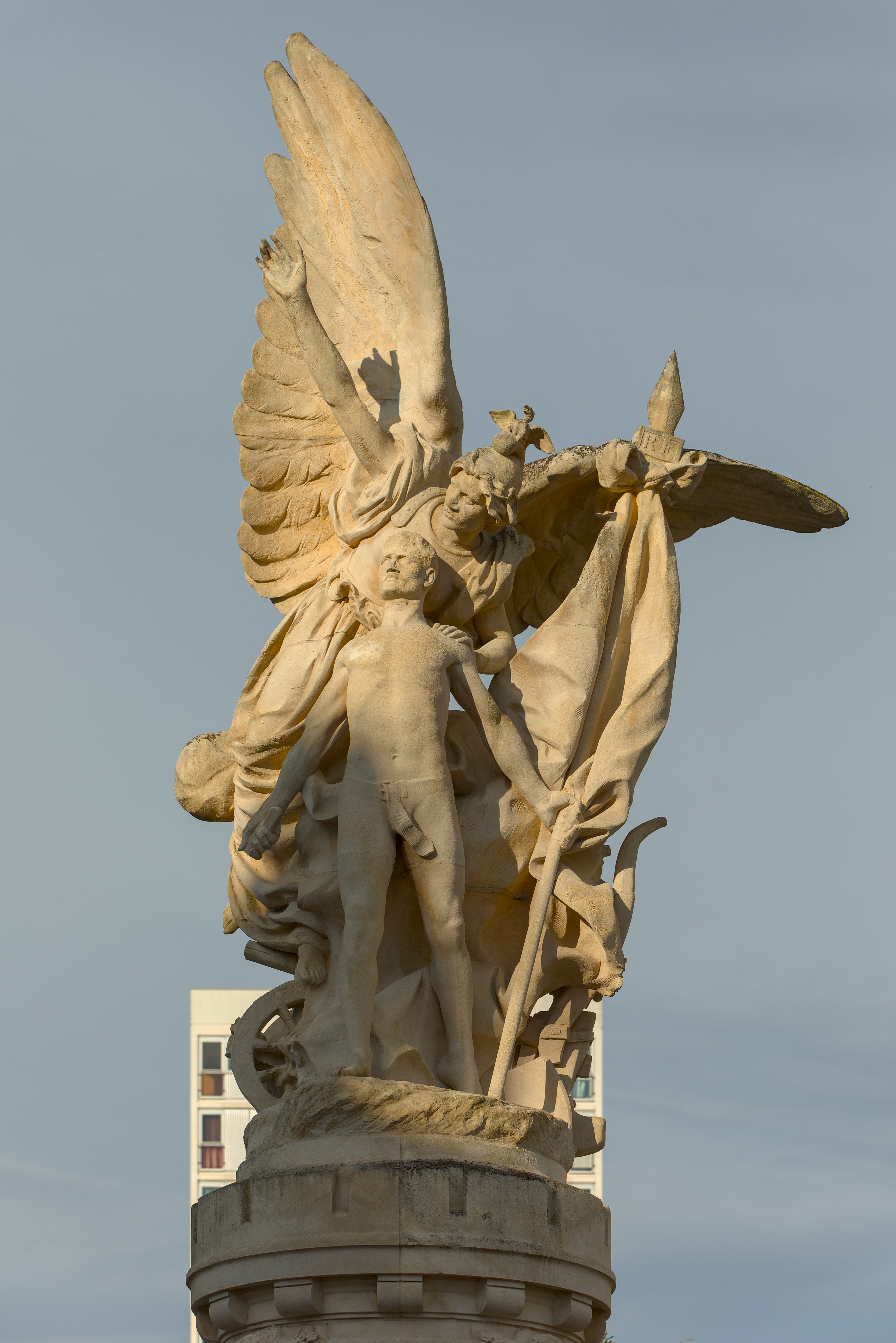
Мемориал в память о погибших во Франко-прусской войне, Шатору
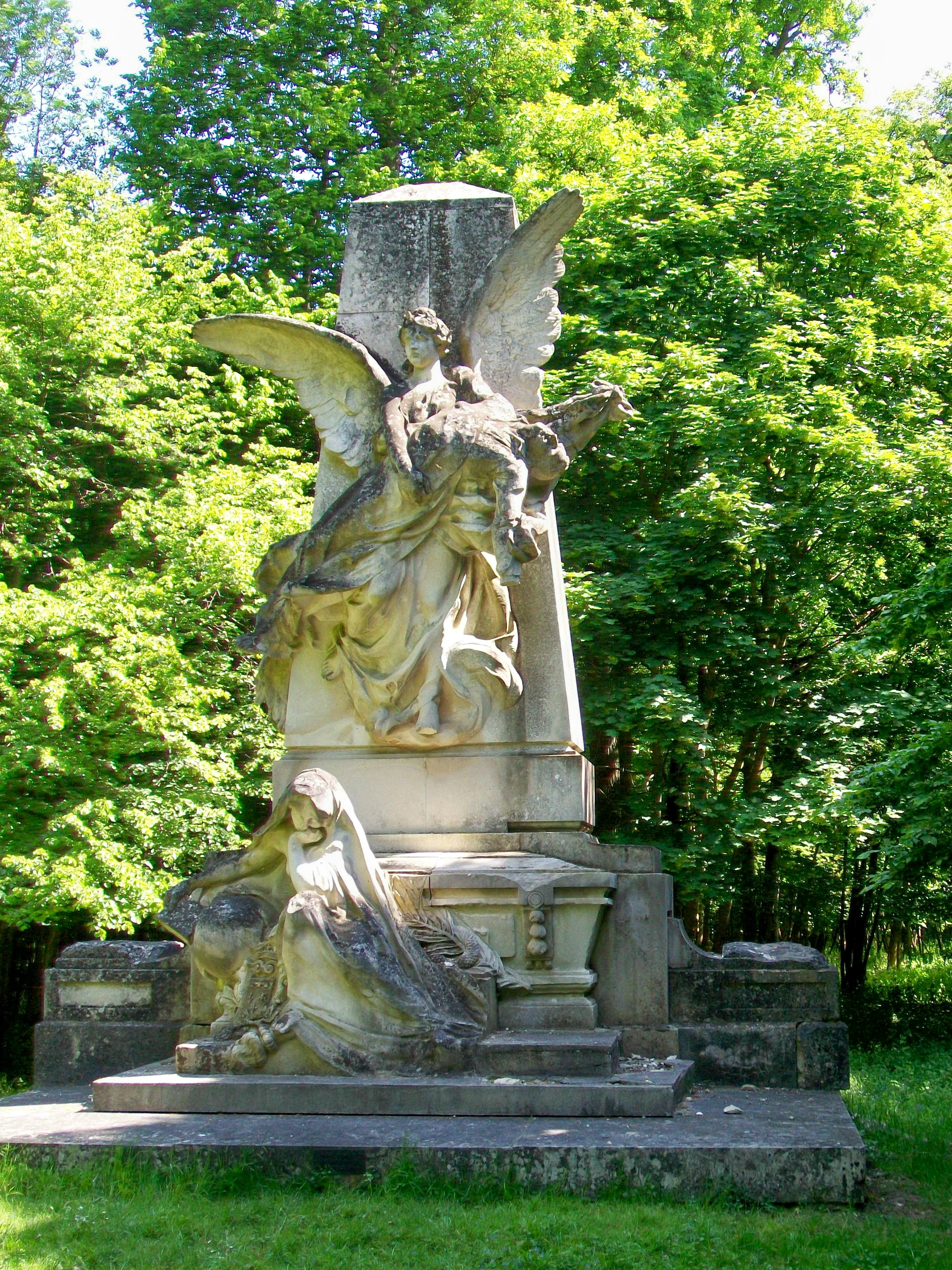
Памятник принцу Анри Орлеанскому, 1902, Замок Шантийи
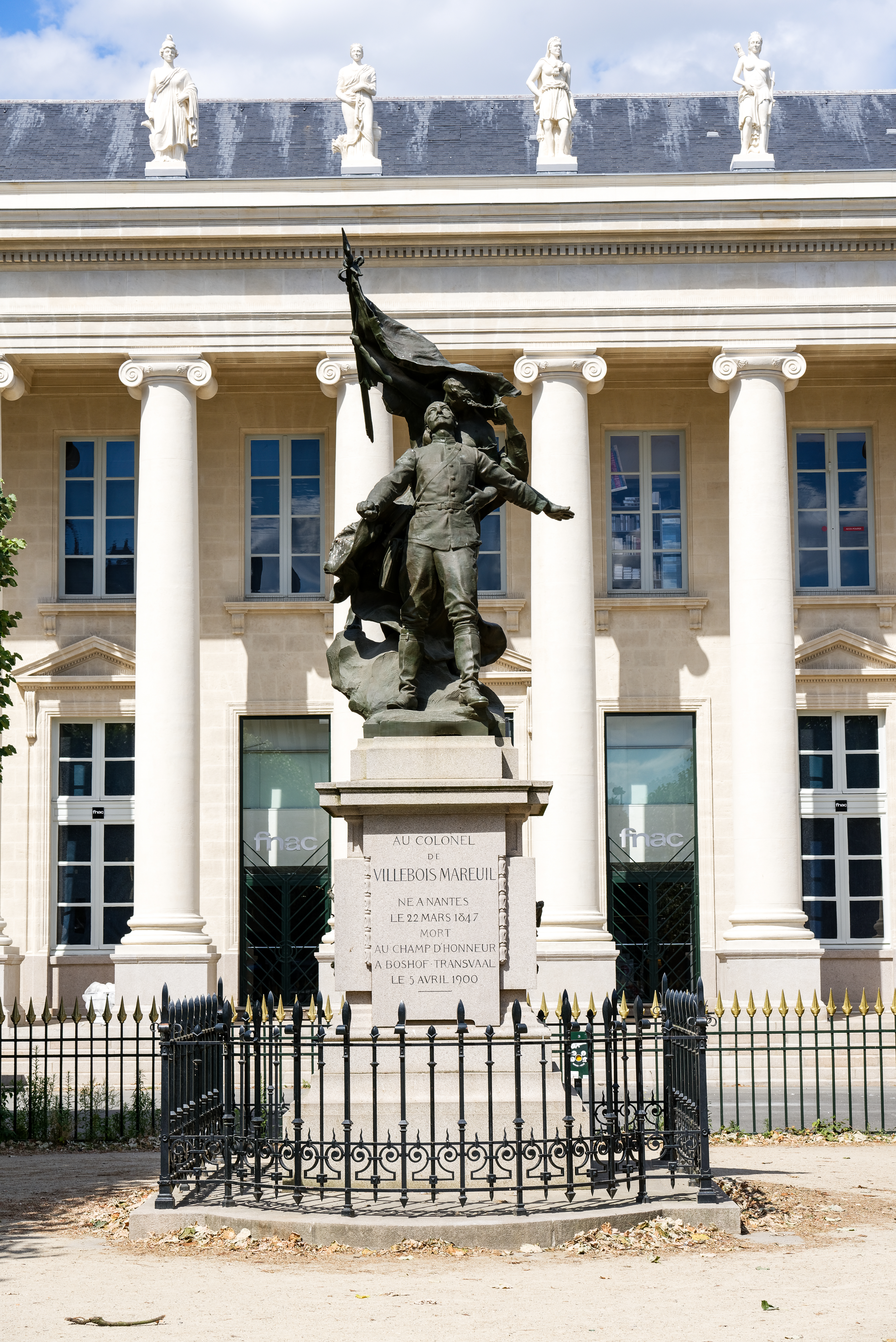
Памятник полковнику де Вильбуа-Марейлю, 1902, Биржевая площадь, Нант
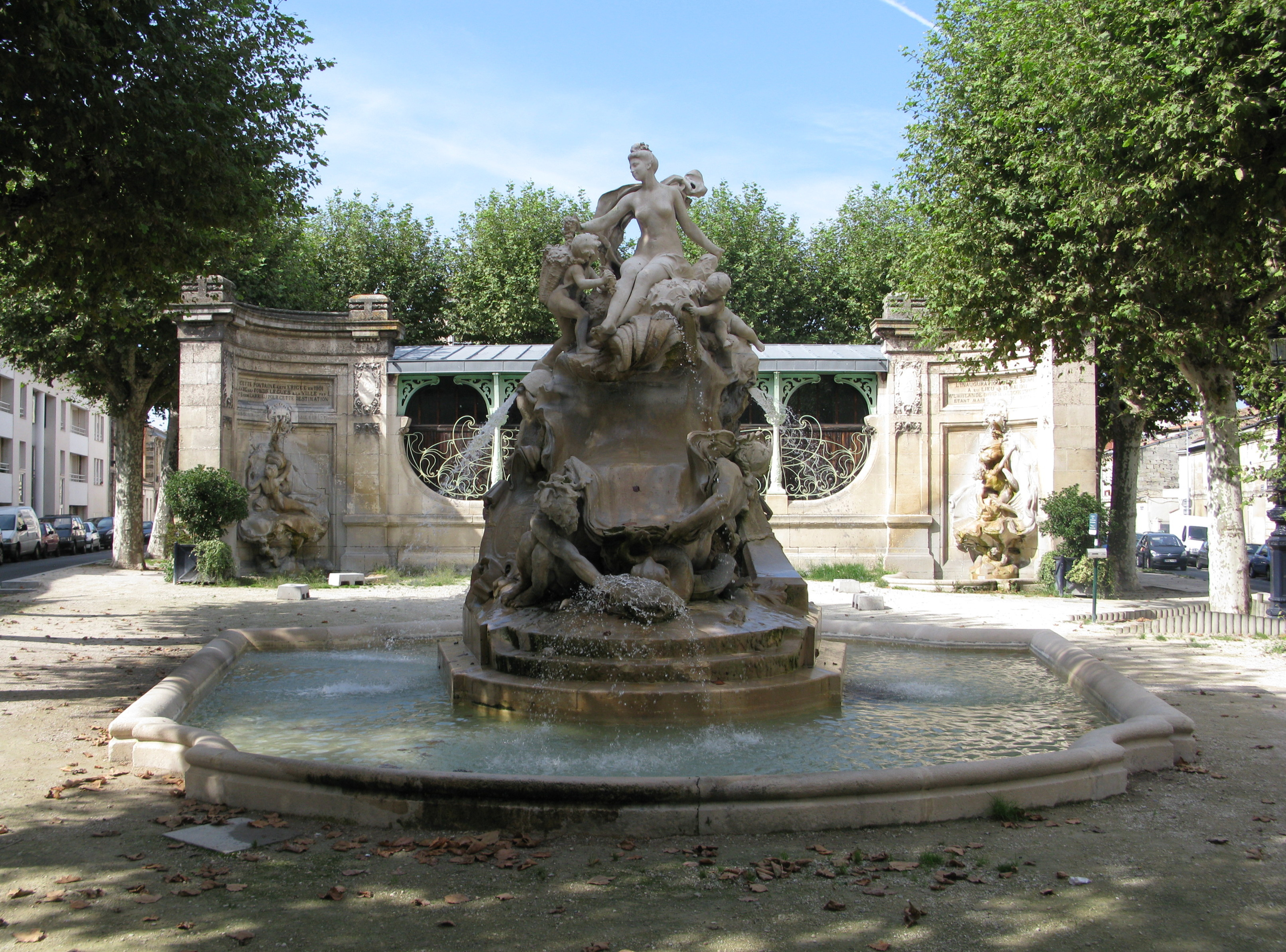
Фонтан, 1901, Бордо
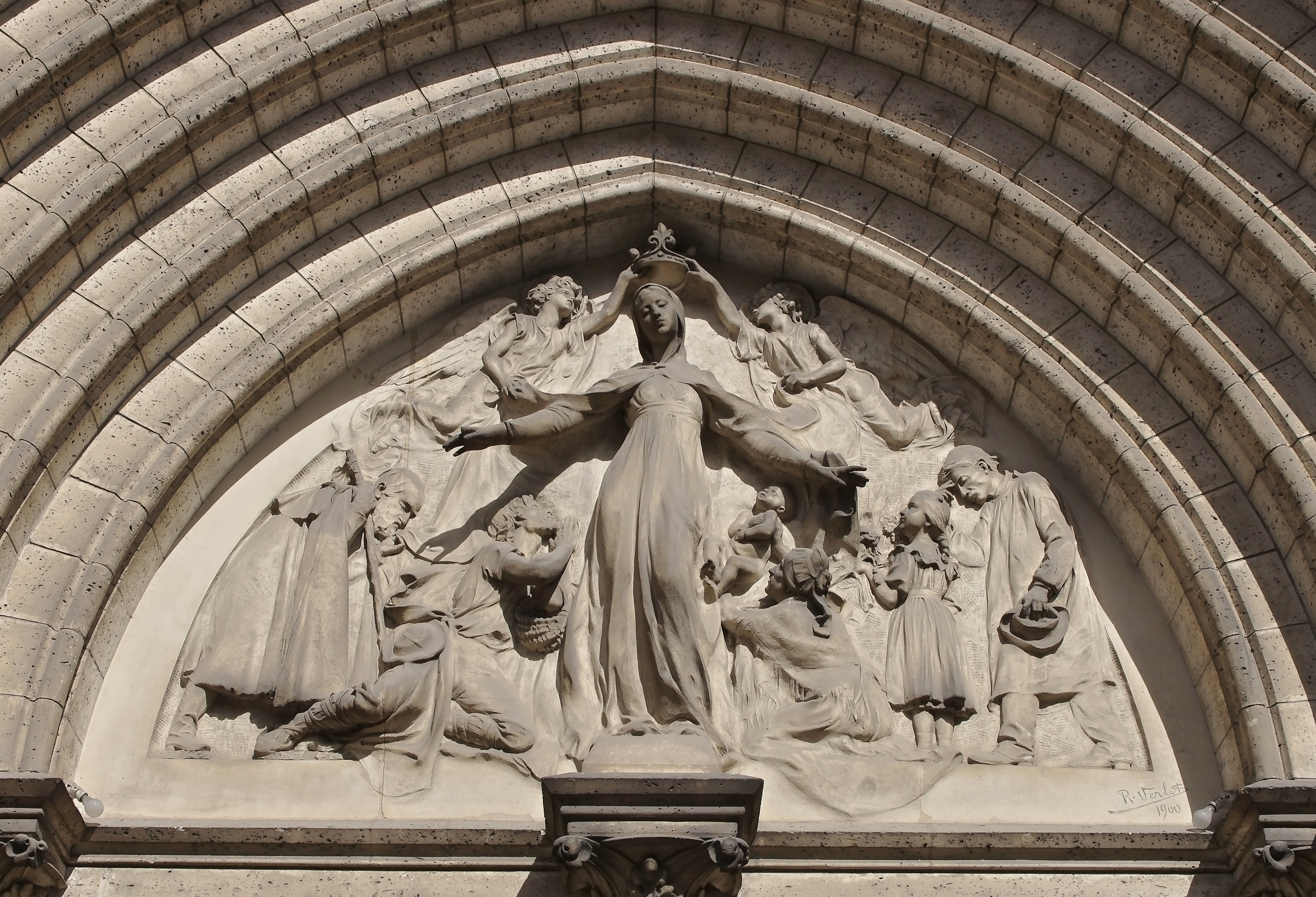
Тимпан церкви Нотр-Дам-д'Обезин, 1907, Ангулем.
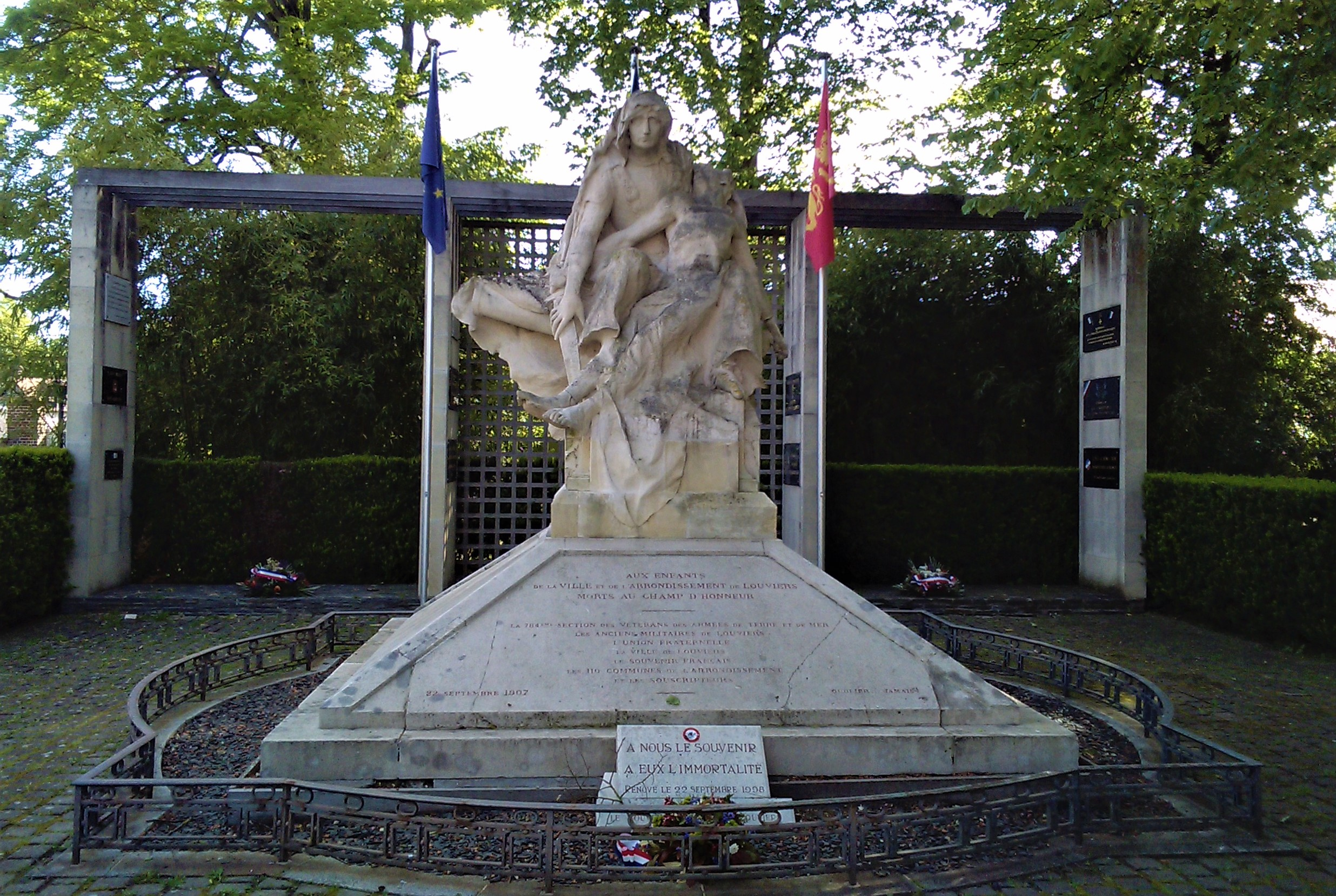
Военный мемориал, 1907, Лувье
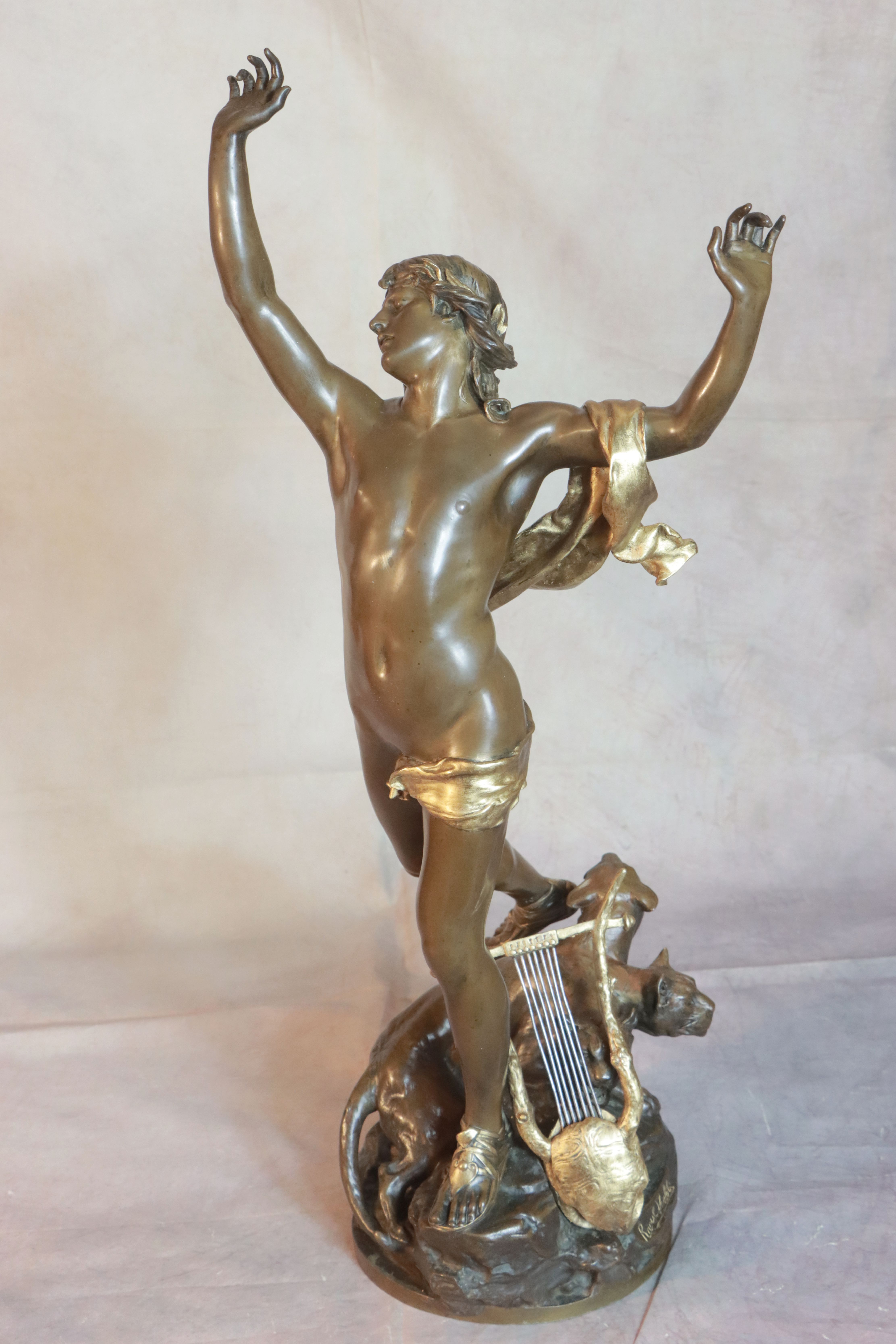
Скорбь Орфея (кабинетная бронза по модели Верле)
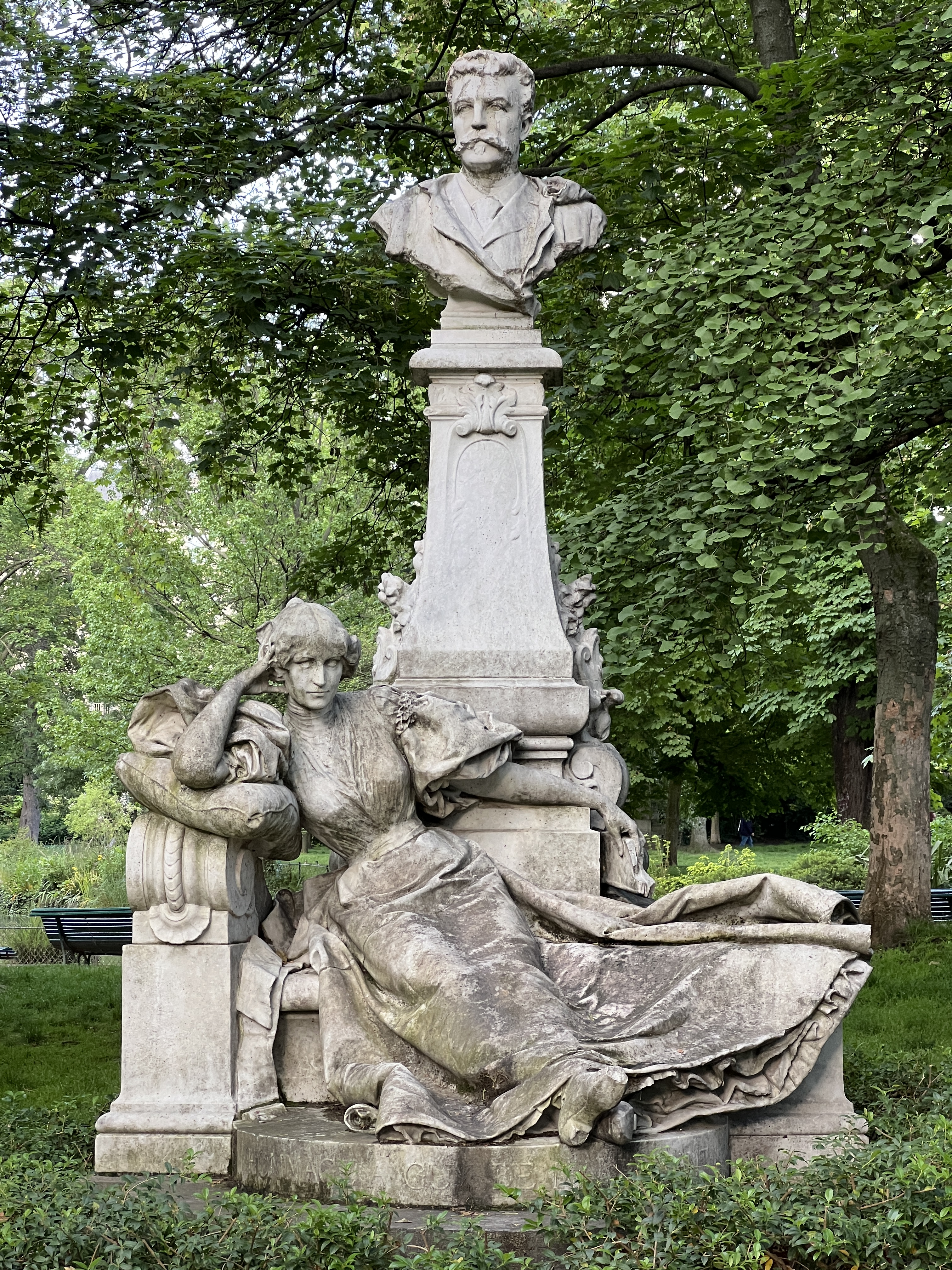
Памятник Ги де Мопассану, парк Монсо, Париж